# Timor Aid
Die Timor Aid ist eine nicht-staatliche Entwicklungsorganisation in Osttimor. Die Organisation engagiert sich im Bildungs- und Gesundheitssektor, um die Lebensbedingungen in Osttimor zu verbessern. Timor Aid hat ihren Sitz in der Landeshauptstadt Dili.

## Geschichte und Struktur
Timor Aid wurde 1998  unter anderem von der osttimoresischen Politikerin Maria do Céu gegründet, als der internationale Druck auf die indonesische Regierung so stark zunahm, dass sie einem Unabhängigkeitsreferendum im folgenden Jahr zustimmten. Die Leitung übernahm zunächst Céus Mann, der chilenische Diplomat Juan Federer.
Ziel von Timor Aid ist die Verbesserung der Lebensqualität in Osttimor. Dazu leistet die Organisation Nothilfen, hilft beim Wiederaufbau und Entwicklungsprojekten. Die Hilfsorganisation engagiert sich bei der Bewahrung und Förderung von Kultur und lokalen Sprachen, der Verbesserung des Zugangs zu Bildung und Ausbildungsmöglichkeiten und der Verbesserung der öffentlichen Gesundheit. So gibt es ein Sprachprogramm für Tetum, ein Landwirtschaftsprogramm und ein Kulturprogramm.
Timor Aid engagiert sich landesweit, betreibt die Mehrheit seiner Projekte aber im Westteil des Landes in Oe-Cusse Ambeno, Cova Lima, Bobonaro und Manufahi. Dazu unterhält die Organisation neben ihrem Hauptsitz in Dili Büros in Suai und in Pante Macassar. Timor Aid arbeitet mit internationalen Organisationen zusammen, wie dem Instituto Nacional de Linguística (INL) und Finnland.
Die Organisation verfügt über eine Sammlung kultureller Gegenstände, wie etwa Tais. Auf ihrer Homepage führt sie ein Tetum-Wörterbuch. Zu den Publikationen von Timor Aid gehören Bücher zur osttimoresischen Geschichte und Kultur und auch Kinderbücher in der Amtssprache Tetum. Die Bücher werden auch im Hauptsitz in Dili in einem Laden verkauft.
Das Büro der Organisation befindet sich im Stadtteil Bairo dos Grilos (Suco Gricenfor, Verwaltungsamt Nain Feto) an der Rua de Nu Laran in Dili.

## Ehemalige Mitarbeiter
- António da Conceição (* 1964), Executive officer (1999)[6]
- Cirilo Cristóvão (1966–2019), Mitglied des Vorstands (2003–2004)[7]
- Fabião de Oliveira (* 1966), Distriktkoordinator in Oe-Cusse Ambeno (2007)[8]